# مارجین کال
مارجین کال یا هشدار کمبود اعتبار مالی (به انگلیسی: Margin Call) نام فیلم درامی است که در سال ۲۰۱۱ به کارگردانی جی. سی. چاندور ساخته شد. این فیلم موفق شد در رشتهٔ بهترین فیلم‌نامهٔ غیراقتباسی، نامزد جایزه اسکار شود.
مارجین کال به شروع بحران اقتصادی سال‌های ۲۰۰۷ و ۲۰۰۸ در ایالات متحده آمریکا می‌پردازد و یک دورهٔ ۳۶ ساعته از فعالیت‌های یک بانک مهم سرمایه‌گذاری در وال استریت را نشان می‌دهد.
فیلم دیگری به‌طورِ جامع‌تر دربارهٔ بحرانِ اقتصادیِ آن دوران ساخته شده، که the Big Short نام دارد. روایتِ این دو فیلم را می‌توان به‌گونه‌ای موازی دانست؛ که هرکدمشان روی بخشِ به‌خصوصی از جریان رکود اقتصادی آمریکا، متمرکز شده‌اند.